# Il giorno prima
Il giorno prima è un film del 1987 diretto da Giuliano Montaldo.

## Trama
Quindici volontari accettano di farsi rinchiudere per venti giorni in un rifugio antiatomico per testare gli effetti di una simile situazione sul comportamento umano.
I partecipanti, scelti tra svariate tipologie di persone, avranno le reazioni più imprevedibili, soprattutto quando verranno a sapere, attraverso la televisione installata nel bunker, che un missile atomico sta forse per colpire la città dove si trovano. I quindici iniziano a pregare e,quando uno degli abitanti cerca di spegnere la TV per attenuare la tensione,essa non si spegne. I quindici alla fine impazziscono o piangono. Il finale del film rivela l'inganno, legato a un esperimento del Governo.

## Accoglienza

### Critica
Il Morandini scrive: «Ideato da Piero Angela che ha anche collaborato alla sceneggiatura, confortata dalla consulenza di altri cinque esperti, è un film faticosamente costruito, curato nei particolari, con una affiatata compagnia internazionale di attori. Non mancano le banalità tra cui quella, imperdonabile, di un adulterio consumato sul posto».